# Конев, Алексей Андреянович
Алексей Андриянович Конев (3 октября 1928, Нижний Яр, Уральская область — 3 ноября 2009, Иркутск) — советский и российский учёный, геолог, первооткрыватель 6 новых минералов, ведущий научный сотрудник лаборатории палеогеодинамики Института земной коры Сибирского отделения Российской академии наук. Доктор геолого-минералогических наук (1983). Председатель Восточно-Сибирского отделения Российского минералогического общества.

## Биография
Алексей Андриянович Конев родился 3 октября 1928 года в селе Нижний Яр Нижнеярского сельсовета Далматовского района Шадринского округа Уральской области, ныне село входит в Далматовский муниципальный округ Курганской области.
В 1952 году окончил с отличием геологический факультет Кишинёвского государственного университета.
В 1952—1956 гг. — геолог, старший геолог Богдаринской экспедиции Иркутского геологического управления Мингео СССР.
В 1957—1959 гг. — аспирант Восточно-Сибирского геологического института СО АН СССР. Изучал оловоносность района реки Большой Амалат. При поисковых работах им были обнаружены нефелиновые сиениты и уртиты-ийолиты в бассейне р. Сайжа.
С 1960 года работал в Институте земной коры СО РАН (Иркутск). В 1960—1964 гг. — младший научный сотрудник, в 1965–1977 – старший научный сотрудник лаборатории магматических и метаморфических формаций, старший научный сотрудник лаборатории экспериментальной и теоретической петрологии Института земной коры СО РАН.
В 1962 году защитил кандидатскую диссертацию на тему «Петрография щелочных, ультраосновных и основных горных пород Сайжинского и Гулхенского плутонов (Витимское плоскогорье)».
В 1971 году присвоено ученое звание старшего научного сотрудника по специальности «Петрография, литология, минералогия».
В 1977—1992 гг. — старший научный сотрудник, ведущий научный сотрудник лаборатории физических методов исследования, геохронологии и изотопии.
В 1983 году защитил докторскую диссертацию на тему «Нефелиновые породы Саяно-Байкальской горной области».
С 1992 года – ведущий научный сотрудник лаборатории геологии и металлогении орогенных областей, лаборатории палеогеодинамики.
Первооткрыватель и исследователь новых пород (лейкотералиты, якутиты, торголиты) и новых минералов (в том числе одинцовита и олекминскита). Много лет занимался изучением минералогии Тажеранского массива (Западное Прибайкалье).
Вместе с Е. И. Воробьевым исследовал и описал новый поделочный камень — дианит (разновидность рихтерита — магнезио-стронциевый-калий) на Мурунском массиве в Якутии.
Алексей Андриянович Конев умер 3 ноября 2009 года в городе Иркутске Иркутской области.

## Сочинения
А. А. Конев — автор более 200 научных работ.
- Конев А.А. Жидойский щелочно-ультраосновной плутон. — «Наука», 1970. — 84 с.
- Конев А.А., соавт. Контактный метаморфизм и метасоматоз в ореоле Тажеранской щелочной интрузии. — Новосибирск, 1974.
- Конев А.А., Кузнецова Ф.В. Нефелиновые породы Саяно-Байкальской горной области. — «Наука», Сибирское отд-ние, 1982. — 200 с.
- Конев А.А., соавт. Минералогия Мурунского щелочного массива. — 1996.

## Награды
- Орден Почёта (1999)
- Юбилейная медаль «За доблестный труд. В ознаменование 100-летия со дня рождения Владимира Ильича Ленина» (1970)
- Медаль «Ветеран труда» (1986)
- Почётный знак СО РАН «Серебряная сигма» (2007)
- Почётная грамота СО РАН (1997)
- Почётная грамота Президиума ИНЦ СО РАН (1999)
- Благодарность Президиума РАН (1999).

Имеет дипломы за открытие и исследование новых минералов: тажеранита, азопроита (1973), таусонита (1982), олекминскита (1989), ольхонскита (1993), одинцовита (1995), бираита (2003).

## Увлечения
Был известен как заядлый спортсмен – шахматист, бегун на марафонские дистанции, лыжник, мастер спортивного ориентирования.